# Kurt Wolff
Kurt Wolff (6 de Fevereiro de 1895 – 15 de Setembro de 1917) foi um piloto alemão durante a Primeira Guerra Mundial. Abateu 33 aeronaves inimigas, o que fez dele um ás da aviação. Além de participar em combates aéreos, por vezes desempenhou funções de comandante nas Jastas por onde passou. Morreu aos 22 anos de idade, tendo sido abatido por uma aeronave inimiga.